# تاکی کاردی چند کانونی دهلیزی
تاکی کاردی چند کانونی دهلیزی (یا چند شکل) (MAT) یک ریتم غیرطبیعی قلب است،  نوعی تاکی کاردی فوق بطنی، که به ویژه در افراد مسن شایع است و یه طور خاص با تشدید بیماری انسدادی مزمن ریوی (COPD) همراهی دارد. به طور معمول، ضربان قلب توسط یک دسته سلول به نام گره سینوسی دهلیزی (SA node) کنترل می‌شود. هنگامی که تعدادی از دسته‌های سلولی در خارج از گره SA کنترل ضربان قلب را به دست می‌گیرند، و ضربان بیش از ۱۰۰ ضربان در دقیقه می‌شود، به این حالت تاکی کاردی دهلیزی چند کانونی گفته می‌شود (اگر ضربان قلب ≤۱۰۰ باشد، از نظر فنی تاکی کاردی نیست و به آن ریتم دهلیزی چند کانونی گفته می‌شود). 
"Multiform" به زبان ساده موج‌های P متفاوت را توصیف می‌کند و نتیجه مشاهده نوار قلب است، "multifocal" استنباطی از علت زمینه‌ای است.  

## علائم و نشانه‌ها
تاکی کاردی دهلیزی چند کانونی توسط نوار الکتروکاردیوگرام (ECG) با تعداد ۳ یا بیشتر موج P که از لحاظ مورفولوژی (شکل ظاهری) متغیر باشند و فواصل مختلف P-R، به علاوه وجود تاکی کاردی (ضربان قلب بیش از ۱۰۰ ضربان در دقیقه است)، مشخص می‌شود. کمپلکس‌های باریک QRS نیز قابل مشاهده است. 

## علل
MAT معمولاً در نتیجه بیماری‌های زمینه‌ای ایجاد می‌شود. شیوع آن در بیماران بستری در بزرگسالان حدود ۳ نفر در ۱۰۰۰ نفر تخمین زده شده است و در کودکان بسیار نادر و در افراد مسن شایع تر است.  
درمان و پیش آگهی آن هر دو بسته به علت زمینه‌ای است. 
بیشتر در بیماران مبتلا به اختلالات ریه شایع است، اما می‌تواند بعد از انفارکتوس حاد میوکارد اتفاق بیفتد و همچنین در سطوح پایین پتاسیم خون  یا منیزیم خون پایین ممکنست رخ دهد. 
این تاکی کاردی گاهی در مسمومیت با دیجیتالها در بیماران مبتلا به بیماری قلبی دیده می‌شود.
تاکی کاردی چند کانونی دهلیزی بیشتر با هیپوکسی و COPD همراه است. علاوه بر این، می تواند از طریق مسمومیت با تئوفیلین ایجاد شود (یک داروی با شاخص درمان محدود که معمولاً برای درمان COPD استفاده می شود). تئوفیلین می‌تواند چندین ریتم مختلف غیر طبیعی قلب را در هنگام افزایش بیش از حد ایجاد کند. مسمومیت با تئوفیلین اغلب ناشی از درمان بیش از حد یا وجود عواملی که دفع آن از بدن را کاهش می‌دهند است.

## پاتوفیزیولوژی
وجود موج‌های P و فاصله P-R متغیر، به دلیل پدیده‌ای به نام "ضربان ساز دهلیزی سرگردان" (WAP) است. تکانه الکتریکی هر بار با کانون متفاوت در دهلیز قلب ایجاد می‌شود. WAP زمانی مثبت می شود که قلب حداقل سه موج P مختلف در یک ECG تولید کند. سپس، اگر ضربان قلب از ۱۰۰ ضربان در دقیقه فراتر رود، این پدیده تاکی کاردی دهلیزی چند کانونی است.

## درمان
مدیریت تاکی کاردی دهلیزی چندکانونی عمدتاً شامل درمان علت اصلی است، اما اگر به طور بالینی مورد سنجش قرار گیرد، ممکن است در بعضی موارد با استفاده از مسدود کننده کانال کلسیم (وراپامیل) یا مسدود کننده گیرنده‌ی بتا آدرنرژیک متوپرولول بهبود یابد.
تجویز اکسیژن ممکن است در درمان بعضی از بیماران نقش داشته باشد.